# Jörg Nimmergut
Jörg Nimmergut (Berlijn, 1939 – München, 19 mei 2024) was een publicist uit Duitsland op het gebied van reclame en onderscheidings- en eretekens.

## Biografie
Nimmergut studeerde pedagogiek, romaanse en germaanse talen, en tot slot marketing aan de Bayerische Akademie für Werbung und Marketing. Daarna richtte hij een eigen reclamebureau op in München. Over reclame en marketing publiceerde hij verschillende boeken, waarvan als eerste Werben mit Sex in 1966 dat enige tijd verboden was. Zijn Schule der erfolgreichen Bewerbung kende verschillende herdrukken.
Vanaf omstreeks 1975 begon hij zich bezig te houden met de faleristiek en publiceerde verscheidene standaardwerken hierover, met name het tussen 1997 en 2004 uitgegeven 5-delige werk Deutsche Orden und Ehrenzeichen bis 1945. Hij werkte als conservator, later directeur bij het Deutschen Ordensmuseum.
Voor verzamelaars is zijn zogenaamde catalogus van belang: Deutschland-Katalog Orden & Ehrenzeichen von 1800-1945 (simpelweg afgekort tot OEK) dat voor het eerst verscheen in 1977 en waarvan verschillende geactualiseerde drukken verschenen, de laatste zijnde de 19e uit 2012; hierin worden ook marktprijzen van de onderscheidings- en eretekens aangegeven. In 2010 verscheen een omvangrijke Duitse bibliografie over deze tekens van zijn hand (meer dan 700 pagina's).

### Reclame en marketing
- Die Schule der erfolgreichen Bewerbung. Wie man sich bewirbt, sich vorstellt und Erfolg hat!. Bindlach, 1993.
- Die Schule der erfolgreichen Bewerbung. Wie man sich bewirbt, sich vorstellt und Mitbewerber aus dem Rennen wirft. 10e druk. München, 1992 (eerste druk 1972).
- 12000 Marketing- und Management-Begriffe. Engl.-dt., dt.-engl.. München, 1978.
- Regeln und Training der Ideenfindung. München, 1975.
- Die erfolgreiche Kontaktschule. München, 1974.
- Korrespondenztraining. München, 1973.
- Kreativitätsschule. München, 1972.
- Werben mit Sex. München, 1966.

### Orden en onderscheidingstekens
- Abzeichen und Auszeichnungen deutscher Kriegervereine 1800 – 1943. Regenstauf, 2012.
- Deutsche Orden und Ehrenzeichen 1800 - 1945. 19e druk. Regenstauf, 2012 (eerste druk: 1977).
- Bibliographie zur deutschen Phaleristik. Übersicht über das gesamte Schrifttum zu deutschen Orden und Ehrenzeichen bis 31.12.2007. Regenstauf, 2010.
- Bänderkatalog. Orden & Ehrenzeichen Deutschland 1800 - 1945. 3e druk. Regenstauf, 2008.
- Orden Europas. Sammlerträume. 4e druk. Regenstauf, 2007 (eerste druk: 1981).
- Deutsche Orden und Ehrenzeichen bis 1945. 5 delen. 1997-2004.
  - Band 1: Anhalt – Hohenzollern. 1997.
  - Band 2: Limburg – Reuss. 1997.
  - Band 3: Sachsen – Württemberg (1). 1999.
  - Band 4: Württemberg (2) – Deutsches Reich. 2001.
  - Band 5: Nachtrag Anhalt – Deutsches Reich, Register. 2004.
- Das eiserne Kreuz 1813 - 1939. Lüdenscheid, 1990.
- Ehrenzeichen Deutsches Rotes Kreuz 1866 - jetzt. Lüdenscheid, 1989.
- Deutsche Feuerwehr-Ehrenzeichen 1802 - jetzt. Lüdenscheid, 1988.
- Das Sammeln von Orden. Motivation, Information, Wertsituation. [Steinau, circa 1980].

### Overige
- Historische Wertpapiere. Sinnvoll sammeln - garantiert gewinnen. Augsburg, 1991.
- Deutsche Militaria 1808 - 1945. München, 1982.
- Miniaturen, Dosen. München, 1982.
- Moskau. Menschen, Landschaften, Kunstschätze. Herrsching am Ammersee, 1980.
- Westwind weht durch China. Als Tourist im China von heute. München, 1978.
- Im Bannkreis der Tabletten. Patienten, Ärzte, Industrien. München, 1968.

- Bibliothèque nationale de France: cb165148398 (data)
- Gemeinsame Normdatei: 107644061
- International Standard Name Identifier: 0000 0001 2026 7288
- Library of Congress Control Number: n80160198
- Nationale Bibliotheek van Tsjechië: mzk2011657261
- Nationale Bibliotheek van Israël: 987007430309105171
- Nederlandse Thesaurus van Auteursnamen: 14611289X
- Réseau des bibliothèques de Suisse occidentale: 02-A003642113
- Système universitaire de documentation: 181250713
- Virtual International Authority File: 59609931
- WorldCat: E39PBJjXfKHGYgcJYvgTh4wDMP